# Marx-Lenin-Luxemburg-front
Het Marx-Lenin-Luxemburg-front (MLL-front) was een Nederlandse ondergrondse organisatie tijdens de Tweede Wereldoorlog.
De Revolutionair-Socialistische Arbeiderspartij (RSAP) werd op 14 mei 1940 opgeheven, een dag voor de Nederlandse capitulatie. Zoals al in 1938 in het geheim was besloten, reorganiseerden RSAP-leden zich enkele maanden later als een ondergrondse organisatie met de naam Marx-Lenin-Luxemburg-front. Leiders van het MLL-front waren Henk Sneevliet, Willem Dolleman en Abraham Menist.
Het front steunde de Februaristaking, werkte samen met verzetsorganisatie De Vonk en gaf de 'Spartacus' uit, de eerste illegale krant in Nederland tijdens de bezetting. De oplage liep op tot 5000 stuks en verscheen om de veertien dagen.
Opmerkelijk aan het Front was dat het ook in contact probeerde te komen met Duitse soldaten die tegen de oorlog waren; voor andere verzetsbewegingen was dergelijk contact uit den boze. Binnen het front was politieke onenigheid, vooral over het al dan niet steunen van de Sovjet-Unie, waartoe Trotski had opgeroepen. Dolleman was hier voor, Sneevliet was hier tegen en zag de oorlog tussen de USSR en nazi-Duitsland als een oorlog tussen twee imperialistische mogendheden.
Dolleman, Sneevliet, Menist en drie anderen werden in maart 1942 op verschillende adressen gearresteerd. Ze werden naar Kamp Amersfoort overgebracht en tegelijk in de ochtend van 13 april 1942 door de Waffen-SS geëxecuteerd op de Leusderheide, niet ver van de huidige ingang van nationaal monument Kamp Amersfoort.
De rest van de groep splitste zich op in het Comité van Revolutionaire Marxisten en de Communistenbond Spartacus.
Na de oorlog werd de RSAP niet heropgericht. Negen leden overleefden Kamp Vught niet.